# Palácio do Eliseu
O Palácio do Eliseu (em francês Palais de l'Élysée) é a residência oficial do presidente da República Francesa, onde está localizado o seu gabinete e onde se reúne o Conselho de Ministros. O palácio esta situado no número 55 da Rua Faubourg-Saint-Honoré em Paris, no oitavo arrondissement
Os visitantes estrangeiros importantes não ficam hospedados no palácio presidencial, mas sim no vizinho Hôtel de Marigny (não no sentido português do termo, mas no de residência palaciana). O Eliseu possui grandes jardins, nos quais o presidente recebia anualmente até 2009, numa festa organizada no Dia da Bastilha.

## História

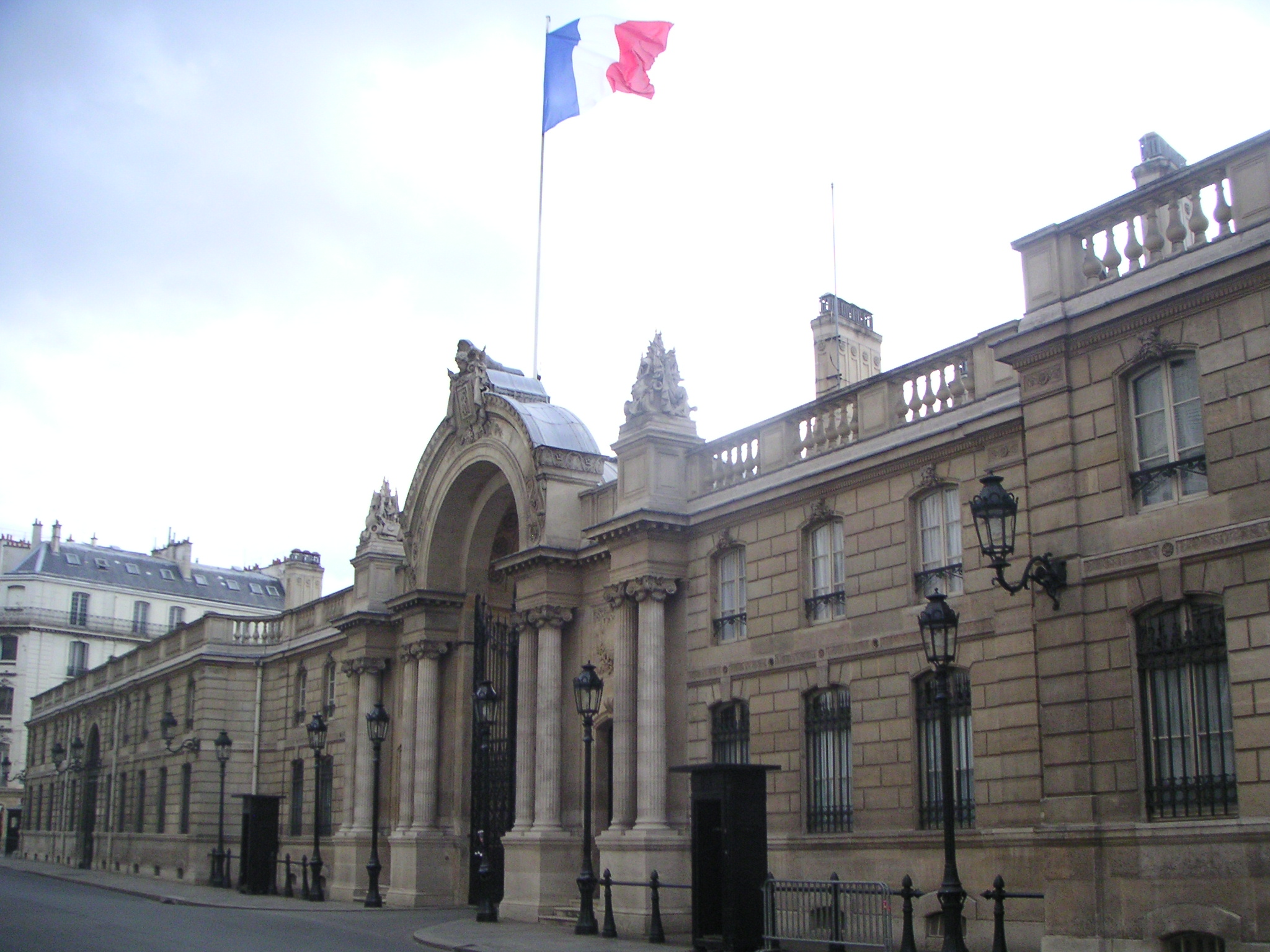
A entrada principal do Palácio do Eliseu.

O arquitecto Armand-Claude Mollet possuía uma propriedade com a frente voltada para estrada que levava à aldeia de Roule, a Oeste de Paris (actualmente a Rue de Faubourg Saint-Honoré), e que confinava com uma propriedade Real, o Grand Cours, através dos Champs-Élysées. Esta propriedade seria vendida em 1718 a Henri-Louis de la Tour d'Auvergne, Conde d'Évreux, com o acordo de que Mollet construiria um hôtel particulier (palácio particular) para o Conde, com um pátio na entrada principal e um jardim na parte de trás das dependências. O Hôtel d'Évreux foi concluído e decorado por volta de 1722, e embora tenha sofrido muitas modificações deste então, permanece um fino exemplo do clássico Estilo Regência. Aquando da sua morte, em 1753, o Conde d'Évreux era proprietário de uma das mais amplamente admiradas casas de Paris, a qual foi, então, comprada pelo Rei Luís XV como residência para a Madame de Pompadour, sua amante. Oponentes ao regime mostraram o seu descontentamento suspendendo símbolos nos portões, onde se lia: "Casa da prostituta do Rei". depois da morte da Marquesa de Pompadour, o palácio tornou-se propriedade da princesa Batilde de Orleães, a bela filha do Louis V Joseph de Bourbon-Condé, Príncipe de Condé, que o ocupou até ao eclodir da Revolução Francesa. Durante o período revolucionário tornou-se propriedade pública, chegando a ser ocupado pela sorveteria Velloni.
No final do século XVIII, o palácio tomou o nome de Palais de Élysée (Palácio do Eliseu) em referência ao passeio muito próximo (a Avenida dos Campos Elísios).

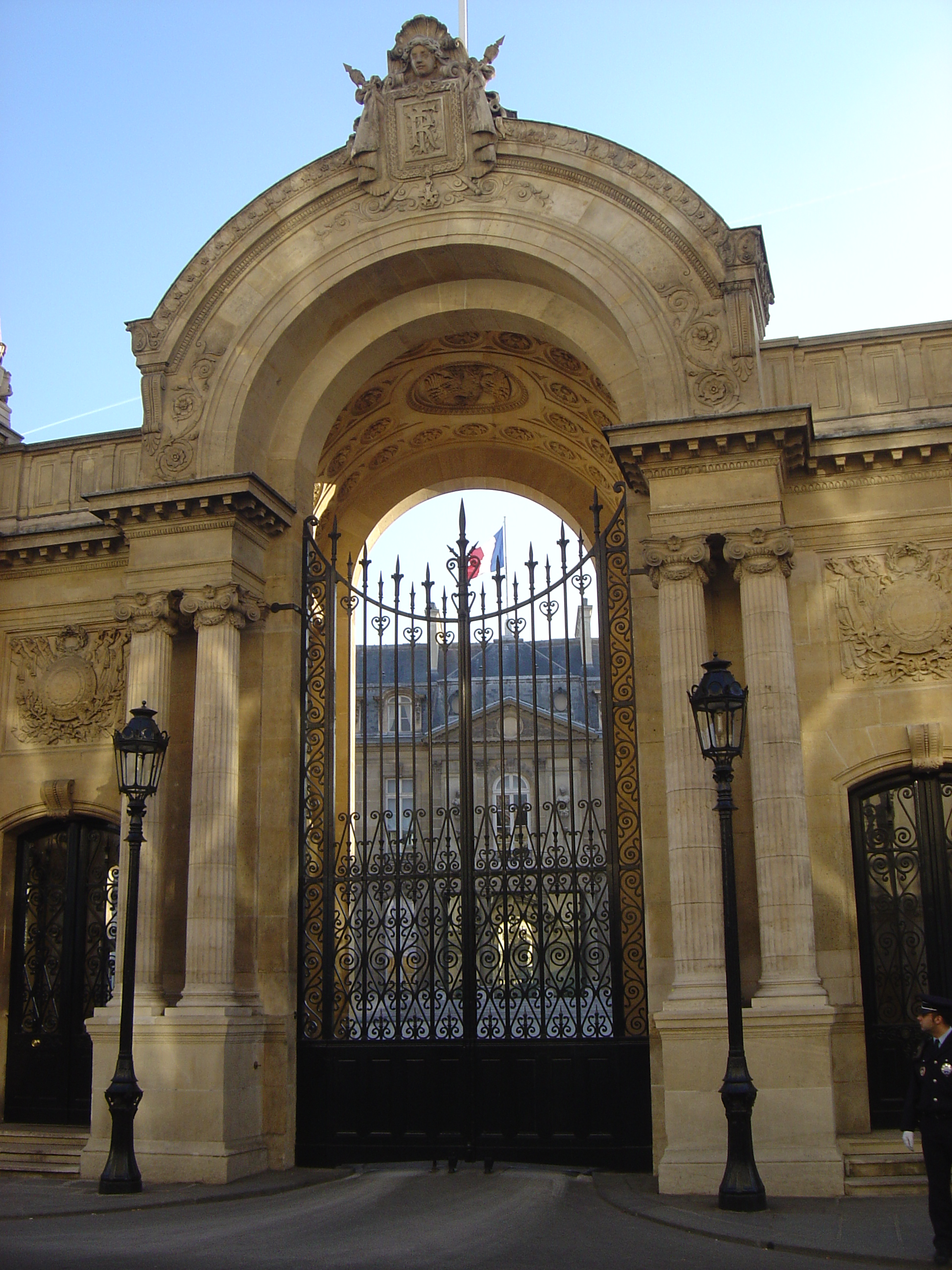
Entrada do Palácio do Eliseu

Foi sob o reinado de Napoleão Bonaparte que a história do palácio ficou ligada à história da França, tendo chegado a hospedar Carolina Bonaparte e, posteriormente, a imperatriz Josefina de Beauharnais.
Durante a Revolução Francesa e as Guerras Napoleónicas, o edifício perdeu importância, desempenhando funções humilhantes para o seu estatuto, como as de depósito de mobília, fábrica de impressão ou salão de dança.
Os Cossacos russos acamparam no Palácio do Eliseu quando ocuparam Paris, em 1814.
Embora tivesse sido usado oficialmente pelo governo de Napoleão Bonaparte, o Hôtel d'Évreux foi formalmente comprado por Luís XVIII, em 1816, e nesse mesmo ano entrou definitivamente nos "bens nacionais".

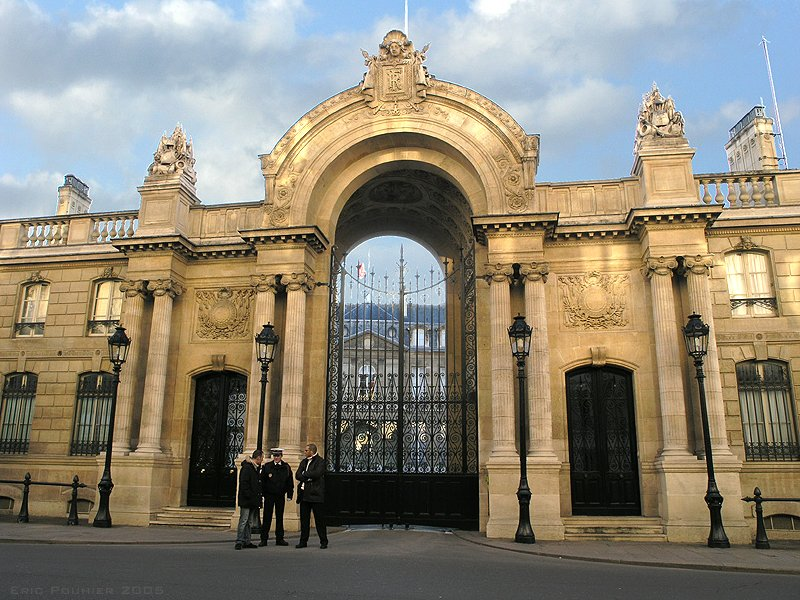
Entrada principal

Sob o governo provisório da Segunda República, o palácio tomou o nome de Élysée National (Eliseu Nacional) e foi designado como a residência oficial do Presidente da República. Em 1853, depois do golpe de estado que alterou o regime, Napoleão III encarregou o arquitecto Joseph-Eugène Lacroix de proceder a renovações, e entretanto mudou-se para o vizinho Palácio das Tulherias, mas manteve o Eliseu como um local discreto para se encontrar com a sua amante, movendo-se entre os dois palácios através de uma passagem secreta subterrânea, entretanto destruída. Desde que Lacroix completou o seu trabalho, em 1867, o aspecto essencial do Palais de l'Élysée permanece o mesmo.
Depois da restauração da República, em 1870, o Palácio do Eliseu tornou-se uma vez mais na residência presidencial, mas os seus novos ocupantes mantiveram a vigorosa reputação do edifício, particularmente o presidente Félix Faure, que ali morreu subitamente, nos braços da sua amante Marguerite Steinheil, em 1899. Um padre foi trazido até ao quarto para os últimos ritos e inquiriu: "O presidente ainda mantém a sua "connaissance?", usando o termo para significar "consciência", mas o valete entendeu o outro significado francês, ("conhecimento"), e respondeu: "Não, nós conduzimo-la para fora pela porta de trás."
Durante a Primeira Guerra Mundial, um gorila escapou-se de um zoológico próximo, entrou no palácio e diz-se que terá tentado puxar a esposa do presidente Raymond Poincaré para uma árvore, o que só foi evitado pelos guardas do Eliseu. Dizia-se que o presidente Paul Deschanel, que resignou em 1920 devido a problemas mentais, tinha ficado tão impressionado pelas façanhas dos gorilas que, para alarme dos seus convidados, saltava para cima das árvores durante as recepções de Estado.

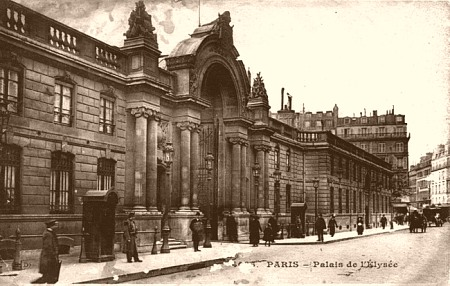
A entrada do Palácio do Eliseu cerca de 1900

O Palácio do Eliseu foi selado com tábuas durante a Segunda Guerra Mundial e permaneceu vazio até depois do conflito terminar. Foi então ocupado entre 1959 e 1969 pelo primeiro presidente da recente Quinta República, Charles de Gaulle, que desaprovou a reputação do edifício e a sua falta de privacidade. Ele comprou um outro luxuoso edifício, na vizinhança, para receber os visitantes de Estado, em vez de fazê-lo no próprio Eliseu. Segundo as suas palavras: Não gosto da ideia de encontrar Reis a andar pelos meus corredores nos seus pijamas. Charles de Gaulle chegou mesmo a pensar, no início da sua presidência, em transferir a Presidência para outro local, preferencialmente o Hôtel des Invalides ou o Château de Vincennes, por disporem de mais espaço, assegurarem uma segurança mais eficaz e serem acessíveis de helicóptero. Este processo não prosseguiu, tal como os projectos de Valéry Giscard d'Estaing, que disse ter pensado na Escola Militar em 1978, e de François Mitterrand que, desde a sua investidura no dia 21 de Maio de 1981, encarou igualmente a hipótese de transferir a Presidência para os Invalides. Actualmente, a questão é minoritariamente debatida.

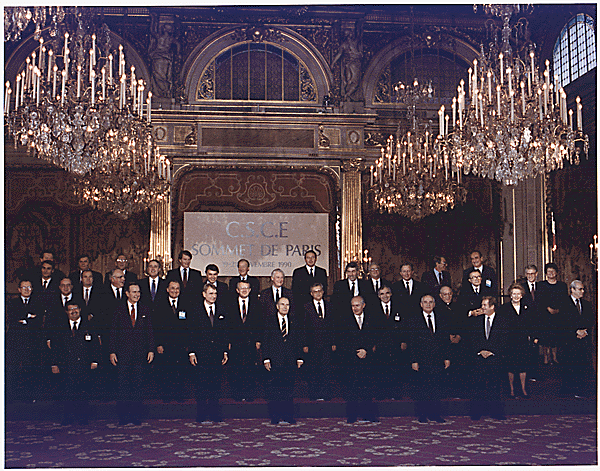
A galeria das festividades durante a conferência da Comissão de Segurança e Cooperação na Europa de 1990.

O presidente socialista François Mitterrand, que governou entre 1981 e 1995, quase não usou os apartamentos privados. Preferia voltar à noite para a sua própria casa, na mais boémia Rive Gauche (Margem Esquerda), ou para um discreto apartamento noutro distrito, ocupado pela mãe da sua filha ilegítima, Mazarine Pingeot.
Em contraste, o seu sucessor Jacques Chirac viveu ao longo dos seus dois mandatos (1995-2007) nos apartamentos do Eliseu, com a sua esposa Bernadette Chirac.
Chirac aumentou o orçamento do palácio em 105%, para 90 milhões de euros por ano, de acordo com o livro L'argent caché de l'Élysée ("O dinheiro escondido do Eliseu"). Anualmente, Um milhão de euros foi gastos em bebidas para os hóspedes convidados para o Palácio do Eliseu; 6,9 milhões foram distribuídos, como bónus, pelo pessoal do presidente; 6,1 milhões com os 145 empregados extra que foram contratados depois da eleição de 1995, e 81.012 euros como salários do presidente.
O sucessor de Chirac, Nicolas Sarkozy, anunciou que, também ele, viveria no Eliseu, mas a sua ex-esposa, Cécilia Sarkozy, expressou dúvidas sobre a possibilidade de viver no palácio. Ela própria disse numa entrevista "Não me vejo como uma primeira-dama. Isso aborrece-me. Não sou politicamente correcta". Não se sabe se ela lá residiu.
Foi no Eliseu que, a 2 de Fevereiro de 2008 pelas 11 horas, o presidente Nicolas Sarkozy casou com Carla Bruni. O casal presidencial usa pouco as funçoes residenciais do palácio, preferindo La Lanterne, um pavilhão de caça situado em Versalhes, utilizado agora como palácio presidencial, ou a casa de Carla Bruni-Sarkozy situada na Villa Montmorençy.
O Palácio do Eliseu foi ocupado de 2012 até 2017 pelo socialista François Hollande.
Desde 2017, a residência é ocupado pelo centrista Emmanuel Macron.
O Presidente da França também tem o uso de várias outras residências oficiais, incluindo o Château de Rambouillet, a poucas milhas de Paris, e o Fort de Brégançon, próximo de Marselha.

## Arquitectura interior

Palais de l'Élysée, Paris.

O rés-do-chão do palácio é perfeitamente descrito no site do Eliseu. De entre os salões destacam-se o Salão Murat, onde se realiza o Conselho de Ministros, a Sala das Festas e o Salão Napoleão III, onde têm lugar os jantares de Estado, o Salão das Ajudas de Campo e o Salão dos Retratos.

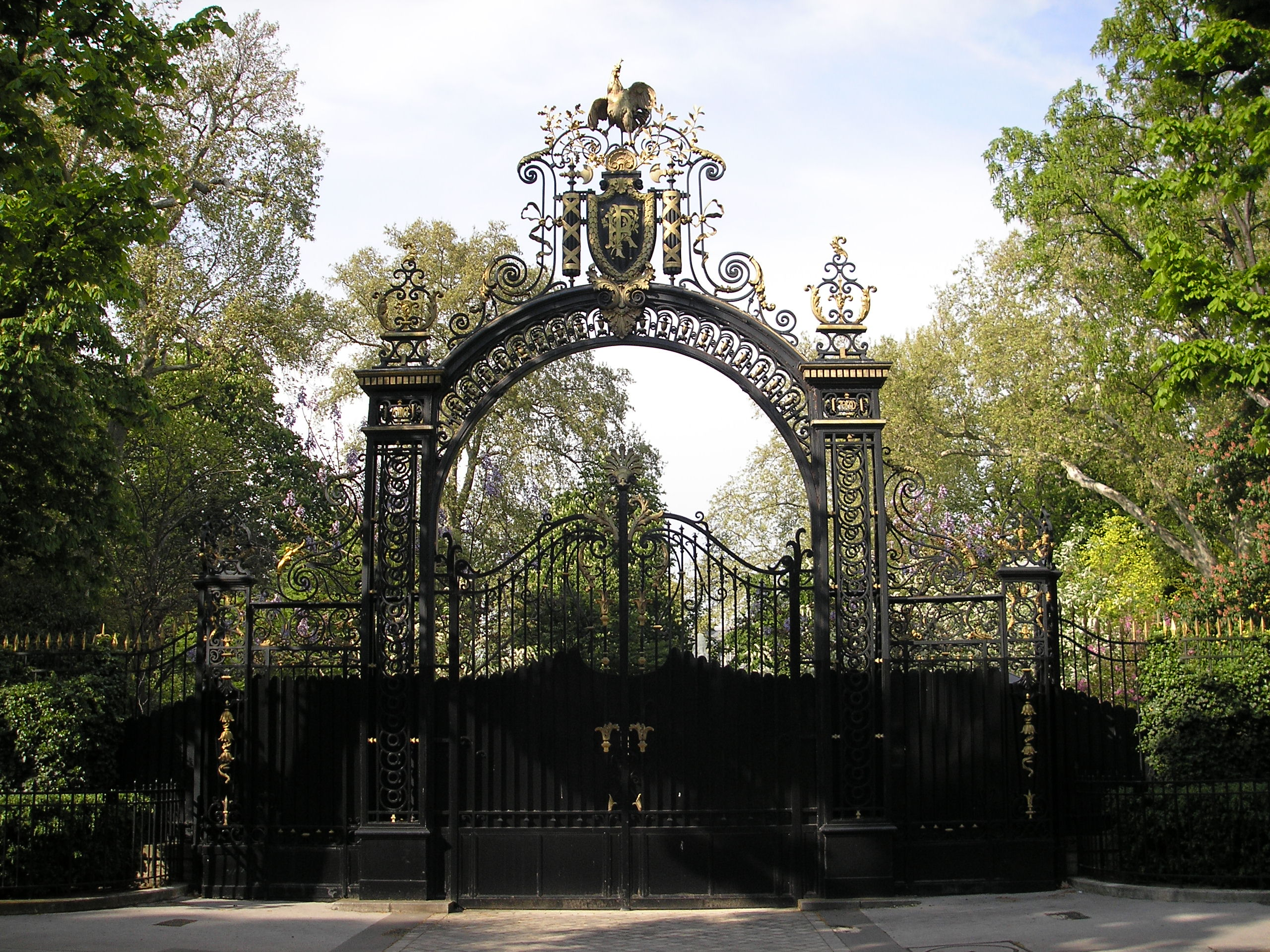
Entrada do jardim pela parte de trás do Palácio do Eliseu

Pela escadaria de honra, atinge-se o primeiro andar onde, por um vestíbulo dominado pelos retratos dos antigos presidentes da Quinta República de pé, se acede:
- ao gabinete do chefe de estado
- ao gabinete do secretário geral do Eliseu
- ao gabinete do chefe de gabinete (excepto durante a presidência de Valéry Giscard d'Estaing, que ocupou ele próprio este gabinete por achá-lo mais agradável, e na presidência de Nicolas Sarkozy, em que é utilizado pelo seu conselheiro especial, Henri Guaino)
- à sala de reuniões utilizada pelo Presidente da República (antigo gabinete do conselheiro especial Jacques Attali dos tempos de François Mitterrand) e passagem obrigatória das visitas ao chefe de estado
- à antecâmara do director de gabinete (antigo gabinete de toilette de Eugénia de Montijo, esposa de Napoleão III sob o título de Imperatriz Eugénie)
- aos secretariados do presidente, do secretário-geral e do director de gabinete

Nas duas alas que cercam o pátio de honra do palácio, situam-se os gabinetes dos principais colaboradores do Presidente. Outros, nomeadamente o Chefe do estado maior particular do Presidente da República, estão instalados em diferentes imóveis que a Presidência da República possui na rue l'Élysée, onde se encontra igualmente a creche (à disposição dos filhos dos colaboradores), a messe (reservada aos colaboradores do Presidente) e a cantina.